# بستنی یخی
بستنی یخی یا آلاسکا بستنی‌ای است آب‌پایه که با انجماد چاشنی مایعی نظیر انواع آب‌میوه به دور تکه‌ای چوب تهیه می‌گردد. این مایع اغلب از رنگ‌های مصنوعی است. مادامی که مایع یخ زده‌است، این بستنی را می‌توان از چوبه‌اش در دست گرفت و مکید. به بستنی یخی‌ای که چوب نداشته باشد یخمک می‌گویند.

## تاریخچه
فرانک اپرسون در سال ۱۹۲۳ وقتی مفهوم «یخی روی چوب» را در اوکلند از ایالت کالیفرنیا به نام خودش به ثبت رساند بود که بستنی یخی را معروف کرد. اپیرسون این محصول را در ابتدا Epsicle نامید. با این وجود وقتی چند سال پس از آن او حقوق معنوی اختراعش را به شرکت جو لووی در نیویورک سیتی، به نام پاپسیکل فروخت، این محصول به این نام معروف شد.
اپرسون مدعی است که اولین بار او بستنی یخی را در سال ۱۹۰۵، وقتی که تنها یازده سال داشت ساخت وقتی که به‌طور اتفاقی یک لیوان سودای با آب‌میوهٔ پودری محلول در آب که تکه‌ای چوب در آن بود را در تمام طول سرمای شب در ایوان خانه‌شان رها کرده بود. با این وجود مدارک کافی برای این ادعا وجود ندارد.

## بستنی یخی خانگی
نمونهٔ جایگزینی برای بستنی یخی‌های کارخانه‌ای را می‌توان با استفاده از آب‌میوه‌ها، نوشیدنی‌های مخلوط یا هر نوشیدنی منجمدشونده‌ای در خانه تهیه کرد. یک روش کلاسیک برای این کار استفاده از سینی‌های یخ و درج خلال دندان درونش است. با این وجود، قالب‌های ساخت بستنی یخی گوناگونی هم در بازار موجود است.

## رکورد جهانی بستنی یخی
در ۲۲ ژوئن ۲۰۰۵ شرکت اسنپل سعی کرد که با تلاش برای ساختن بستنی یخی‌ای به‌طور ۲۵-فوت (۷٫۶-متر) در نیویورک سیتی رکورد کنونی بستنی یخی در رکوردهای جهانی گینس را بشکند که هم‌اکنون از سال ۱۹۹۷ با طول ۲۱-فوت (۶٫۴-متر) در اختیار هلند است. این بستنی یخی که ۱۷٫۵ تن کوچک (۱۵٫۹ تن) بود از شربتی منجمد بود که توسط  یک کامیون یخچال دار  از ادیسون، نیوجرسی آورده شده بود.ولی چون زودتر از زمانی که انتظارش می‌رفت آب شده بود امیدها را برای ثبت رکوردی جدید در کتاب گینس را بر باد داد. البته تماشاچیان این رویداد از آن چیزی که برایش آمده بودند خوشحال‌تر شدند وقتی که می‌دیدند آتش‌نشانان با شلنگ‌هایشان تلاش می‌کنند کثافتی با طعم کیوی-توت‌فرنگی را به اطراف پخش کنند!

## واژه
این خوردنی در کانادا و ایالات متحده آمریکا Popsicle، در ایرلند freeze pop، در بریتانیا ice lolly، در بخش‌هایی از استرالیا و نیوزیلند ice block و icy pole و در جزایر کیمن chihiro نامیده می‌شود